# 益里海雅
益里海雅（?—?），元朝公主，元成宗铁穆耳的女儿。
益里海雅嫁给了亦乞列思的首领阿失，阿失是忽怜之子、札忽儿臣之孙、锁儿哈曾孙、孛秃玄孙。孛秃是成吉思汗的妹夫兼女婿（帖木侖、火臣别吉的驸马）。阿失驸马先娶撒儿塔陈公主，之后娶益里海雅。益里海雅生二女：元英宗（益里海雅的堂侄）皇后速哥八剌、泰定帝（益里海雅的堂兄弟）正后亦怜真八剌。元武宗即位，封阿失为昌王，赐金印。